# Fatima Rahimi
Mgr. Fatima Rahimi (* 1992 Herát) je česká novinářka afghánského původu. Věnuje se zejména tématům souvisejícím s migrací, sociální nerovností, fotbalem a politickou a sociální situací v Afghánistánu a Íránu.

## Život a činnost
Pochází z afghánského Herátu, odkud roku 2000 odešla s rodinou z důvodu útlaku ze strany hnutí Tálibán. Po letech strávených v českých uprchlických zařízeních se celá rodina usadila v Šumperku, kde Fatima Rahimi vystudovala gymnázium. Po získání bakalářského titulu na Univerzitě v Hradci Králové pokračovala ve studiích kulturních a duchovních dějin Evropy na Fakultě humanitních studií Univerzity Karlovy v Praze; studium dokončila v roce 2021.
Veřejně se vyjadřuje k právům uprchlíků a situaci v Afghánistánu. Od roku 2015 píše pro Deník Referendum, od roku 2018 publikuje články v časopise Football Club a na stanici Českého rozhlasu Radio Wave externě moderuje pořad Hergot.